# صياد كارسون
صياد كارسون (بالإنجليزية: Hunter Carson)‏ هو كاتب سيناريو ومنتج أفلام ومخرج وممثل أمريكي، ولد في 26 ديسمبر 1975 بلوس أنجلوس في الولايات المتحدة.

## وصلات خارجية
- صياد كارسون على موقع IMDb (الإنجليزية)
- صياد كارسون على موقع ألو سيني (الفرنسية)
- صياد كارسون على موقع أول موفي (الإنجليزية)
- صياد كارسون على موقع قاعدة بيانات الأفلام السويدية (السويدية)
- صياد كارسون على موقع قاعدة بيانات الفيلم (الإنجليزية)
- صياد كارسون على موقع ليتربوكسد (الإنجليزية)
- صياد كارسون على موقع كينوبويسك (الروسية)